# Sojuz TM-25
Sojuz TM-25 (ryska: Союз ТM-25) var en flygning i det ryska rymdprogrammet. Flygningen gick till rymdstationen Mir. Farkosten sköts upp med en Sojuz-U-raket, från Kosmodromen i Bajkonur den 10 februari 1997. Den dockade med rymdstationen den 12 februari 1997. Farkosten lämnade rymdstationen den 14 augusti 1997 och några timmar senare återinträdde den i jordens atmosfär och landade i Kazakstan.